# Doug Swift
Doug Swift (Syracuse, 24 de outubro de 1948) é um ex-jogador profissional de futebol americano estadunidense.

## Carreira
Doug Swift foi campeão da temporada de 1973 da National Football League jogando pelo Miami Dolphins.